# Kae Nishina
Kae Nishina (仁科 賀恵, Nishina Kae), née le 7 décembre 1972, est une joueuse internationale de football japonaise.

## Biographie
Le 5 mai 1995, elle fait ses débuts dans l'équipe nationale japonaise contre la Canada. Elle participe à la Coupe du monde 1995, 1999 et Jeux olympiques d'été 1996. Elle compte 46 sélections et 2 buts en équipe nationale du Japon de 1995 à 2000.

## Statistiques
Le tableau ci-dessous présente les statistiques de Kae Nishina en équipe nationale
| Équipe du Japon | Équipe du Japon | Équipe du Japon |
| Année           | Matchs          | Buts            |
| --------------- | --------------- | --------------- |
| 1995            | 9               | 0               |
| 1996            | 10              | 0               |
| 1997            | 7               | 1               |
| 1998            | 10              | 0               |
| 1999            | 6               | 0               |
| 2000            | 4               | 1               |
| Total           | 46              | 2               |

## Palmarès
- Finaliste de la Coupe d'Asie 1995
- Troisième de la Coupe d'Asie 1997